# Трентінара
Трентінара (італ. Trentinara) — муніципалітет в Італії, у регіоні Кампанія,  провінція Салерно.
Трентінара розташована на відстані близько 280 км на південний схід від Рима, 90 км на південний схід від Неаполя, 45 км на південний схід від Салерно.
Населення — 1675 осіб (2014).
Щорічний фестиваль відбувається 16 жовтня. Покровитель — Santa Irene di Tessalonica.

## Демографія
Населення за роками:

Станом на 1 січня 2023 року в муніципалітеті офіційно проживало 27 іноземців з 9 країн, серед них 11 громадян країн Євросоюзу та 7 громадян України.

## Сусідні муніципалітети
- Капаччо-Паестум
- Чичерале
- Джунгано
- Монтефорте-Чиленто
- Роккадаспіде